# Boom boom
Boom boom és una comèdia romàntica catalana dirigida per Rosa Vergés i Coma, la seva opera prima, i estrenada al cinema el 8 de juny de 1990 com a coproducció entre la Generalitat de Catalunya i la Comunitat Francesa de Bèlgica ambientada a Barcelona, protagonitzada per l'actriu i cantant francesa Viktor Lazlo i Sergi Mateu. Ha estat doblada al català i emesa per TV3 el 6 d'octubre de 1993.

## Argument
La dentista Sofia i el sabater Tristan, ambdós víctimes d'un desengany amorós, viuen al mateix edifici però ni es coneixen ni s'han vist. Gràcies a Àngel, un amic de Sofia, Tristan i Sofia es coneixen i després de prendre un "bloody Mary" ambdós obliden la seva promesa de no tornar-se a enamorar-se mai més.

## Repartiment
- Viktor Lazlo - Sofia
- Sergi Mateu - Tristan
- Fernando Guillén Cuervo - Àngel
- Àngels Gonyalons - Eva
- Pepe Rubianes - Alfredo
- Pepa López - Marta
- Àngel Jové - Mauricio
- Bernadette Lafont - Alexandra
- Gemma Cuervo - mare de Àngel
- Conrado San Martín - Sr. Amat
- Francesc Orella - Ramon

## Premis
- Goya al millor director novell (1990)[5]
- Fotogramas de Plata a la millor pel·lícula espanyola 1990[6]